# Mount Gunn
Mount Gunn ist ein 2456 m hoher Berg im ostantarktischen Viktorialand. Er ragt 11 km nordwestlich des Mount Gran in der Convoy Range auf.
Die neuseeländische Nordgruppe der Commonwealth Trans-Antarctic Expedition (1955–1958) fotografierte ihn im Jahr 1957 und benannte ihn nach dem neuseeländischen Biologen und Geologen Bernard Maurice Gunn (1926–2008), einem Mitglied der Gruppe.